# 프레데릭 둘리프 싱
프레데릭 둘립 싱 Frederick Victor Duleep Singh(1868년 1월 23일 ~ 1926년 8월 15일)은 시크 제국의 마지막 마하라자인 둘리프 싱의 아들이다.